# L'Alternative (coalition française)
Pour les articles homonymes, voir L'Alternative.
L'Alternative est une coalition électorale formée à l'automne 2013 à l'initiative de Jean-Louis Borloo et François Bayrou. Elle rassemble le parti centriste Mouvement démocrate et la fédération de partis de centre-droit Union des démocrates et indépendants.

## Historique
Le 5 novembre 2013, Jean-Louis Borloo, président de l'UDI, signe avec François Bayrou, président du MoDem, une charte qui unit leurs deux partis au sein d'une plate-forme politique commune, « L'Alternative », avec l'ambition de conduire des listes communes aux élections nationales, européennes et régionales. La possibilité d'une primaire commune aux partis centristes en vue de l'élection présidentielle de 2017 est également envisagée.
Cette coalition est la troisième force politique française en termes d'élus (en mars 2016)[réf. nécessaire] :
- 31 députés ;
- 42 sénateurs ;
- 7 députés européens.

## Résultats électoraux

### Élections européennes de 2014
Pour les élections européennes de 2014, Jean-Louis Borloo et François Bayrou se sont déclarés favorables à la constitution d'une liste commune centriste, humaniste, libérale et fédéraliste. Dans chaque euro-circonscription, une liste "UDI • MoDem • Les Européens • Liste soutenue par François Bayrou et Jean-Louis Borloo" est constituée. L'Alternative obtient 9,93 % des voix au niveau national, ce qui lui permet d'avoir 7 élus qui siègent tous au groupe ADLE, présidé par Guy Verhofstadt.
Voici la liste des 7 élus issus de la liste L'Alternative :
| Nom                                     | Circonscription | Parti | Parti | Groupe parlementaire européen | Portrait |
| --------------------------------------- | --------------- | ----- | --- | ----------------------------- | -------- |
| Jean Arthuis                            | Ouest           |       | Alliance centriste UDI (2014-2017) REM (depuis 2017)                                                                               | ADLE                          |          |
| Jean-Marie Cavada                       | Île-de-France   |       | Génération citoyens (depuis juillet 2015) Nous citoyens (janvier 2015 - juillet 2015) UDI - Nouveau Centre (jusqu'en janvier 2015) | ADLE                          |          |
| Sylvie Goulard                          | Sud-Est         |       | LREM (2017) MoDem (2014-2017) | ADLE                          |          |
| Remplacée en 2017 par Thierry Cornillet | Sud-Est         |       | UDI - Parti radical (2017) MRSL (depuis 2017)                                                                                      | ADLE                          |          |
| Nathalie Griesbeck                      | Est             |       | MoDem | ADLE                          |          |
| Dominique Riquet                        | Nord-Ouest      |       | UDI - Parti radical (2017) MRSL (depuis 2017)                                                                                      | ADLE                          |          |
| Robert Rochefort                        | Sud-Ouest       |       | MoDem | ADLE                          |          |
| Marielle de Sarnez                      | Île-de-France   |       | MoDem | ADLE                          |          |
| Remplacée en 2017 par Patricia Lalonde  | Île-de-France   |       | UDI | ADLE                          |          |

En janvier 2015, Jean-Marie Cavada quitte le Nouveau Centre et l'UDI, pour présider Nous citoyens (qu'il quittera pour former Génération citoyens quelques mois plus tard).
Lors des élections régionales de 2015, l'UDI et le MoDem rejoignent Les Républicains pour former l'Union de la droite et du centre qui emporta 8 régions.
Lors de l'élection présidentielle de 2017, l'Alliance centriste s'est désolidarisée du soutien de l'UDI à François Fillon en apportant finalement le sien à Emmanuel Macron. François Bayrou décide à son tour de rallier Emmanuel Macron en février 2017. Après l'élection de ce dernier, le MoDem devient membre de la nouvelle majorité présidentielle.
Fin 2017, le Parti radical quitte l'UDI pour fusionner avec les radicaux de gauche et créer le Mouvement radical, social et libéral.